# 2013 Tucapel
2013 Tucapel (1971 UH4) là một tiểu hành tinh vành đai chính được phát hiện ngày 22 tháng 10 năm 1971 bởi C. Torres ngày exposures bởi J. Petit ở University of Chile, Cerro El Roble Station.